# 颱風嘉麗 (1981年)
颱風嘉麗（英語：Typhoon Clara，PAGASA：Rubing）為1981年太平洋颱風季的熱帶氣旋之一。

## 影響
颱風嘉麗曾造成196人死亡。